# Podział administracyjny Panamy
Panama podzielona jest na 10 prowincji (hiszp. provincias) i 3 autonomiczne comarki zamieszkane przez rdzennych mieszkańców (hiszp. comarcas indígenas) równorzędne prowincjom. Ponadto istnieją dwie autonomiczne comarki, które podporządkowane są władzom prowincjonalnym i mają status równy panamskim odpowiednikom powiatu (hiszp. corregimiento). Niższymi jednostkami podziału są departamenty (75 w całej Panamie) i powiaty (corregimiento) (621 w całej Panamie). 
Prowincje Panamy:
- Bocas del Toro (Bocas del Toro)
- Chiriquí (David)
- Coclé (Penonomé)
- Colón (Colón)
- Darién (La Palma)
- Herrera (Chitré)
- Los Santos (Las Tablas)
- Panama (Panama)
- Panama Zachodnia (La Chorrera)
- Veraguas (Santiago de Veraguas)

Podział terytorialny Panamy

Regiony autonomiczne (comarca) o statusie prowincji:
- Emberá-Wounaan (Unión Chocó)
- Kuna Yala (El Porvenir)
- Ngöbe-Buglé (Quebrada Guabo)

Pozostałe terytoria autonomiczne o statusie powiatu  (corregimiento):
- Kuna de Madugandí – część prowincji Panamá
- Kuna de Wargandí – część prowincji Darién